# N84 (België)
De N84 is een gewestweg in de Belgische provincie Luxemburg. Deze weg vormt de verbinding tussen Bastenaken en Bras nabij de Luxemburgse grens, waar de weg verder loopt als de N15 naar Büderscheid.
De totale lengte van de N84 bedraagt 11,6 km.

## Plaatsen langs de N84
- Bastenaken
- Marvie
- Wardin
- Bras